# ゴカール
ゴカール（英：Gocurl　略：GC）は、写研より発売された仮名書体である。同社の手動写植・電算写植システムで利用できるほか、漢字付きのHウェイトをOTFフォントとして利用できる。

## 概要
同社のゴシック体であるゴナとの組み合わせを前提としており、丸文字の影響を強く受けた曲線的な形状が特徴である。1980年代後半から1990年代半ばにかけて広く使用され、現在でもテレビアニメーション・クレヨンしんちゃんのロゴタイプなどに用例を見られる。また創英角ポップ体等のデジタルフォントと類似していることからポップ体に分類されることもあるが、設計を担当した今田欣一氏はポップ等での使用は意識しなかったと語っている。
1985年に太いウェイトであるE・U、1987年には先のウェイトを補完する形でウェイトL・M・D・DB・B・Hが発売され、1997年に電算システム専用としてE・H・Uに漢字と欧文の追加ある総合書体版が発売された。

## 略歴
ゴカールの発売された1985年は写研の創業60周年であり、後の同社を代表するような書体が多く発売された年でもあった。当時一年置きに開催されていたイベント「写研フェア」のため既に多くの書体を企画されていたが、それでもまだ数が足りないとして社内デザイナーの今田欣一氏に新書体設計を委託した。
この時に当たり今田は「何か考えろ」という指示しか受けておらず、案に行き詰り途方に暮れていた。だがそこである女性社員の筆跡を発見し、それを基にゴナEと混植する書体を設計しようと彼は思い至った。1980年代当時は若い女性の間で丸文字が流行しており、事実この後にナールと混植するための丸文字書体も同社から発売されている。また前年には同じくゴナとの混植を想定した仮名書体・ロゴラインも発表されており（発売は1985年）、ゴナと混植する仮名書体の需要も高まっていたのである。
そうして試作された書体は「ゴカールE」と命名され、のちに試作されたウェイトUと共に商品化が決定された。この時の今田氏は事情のため設計を担当できなかったが、一部の点を除き全体的には試作どおりのイメージであったと語っている。その後はフィルム原字からウェイトLを作成し、ゴナや本蘭明朝等と同様にイカルス・システムで補完のウェイトを作成した。
この数年後に今田氏は総合書体化を企画し、ウェイトEでの見本と仕様書を作成した。そして1997年に総合書体のE・H・Uが発売されるも、当時は既に今田氏の写研退職後であった。
2024年にモリサワから発売された写研クラシックスに於いて、ゴカールはこの総合書体版のHウェイトが採用された。

## ファミリー展開
- ゴカールL - 1987年（手動写植専用）
- ゴカールM - 1987年
- ゴカールD - 1987年
- ゴカールDB - 1987年
- ゴカールB - 1987年
- ゴカールE - 1985年
- ゴカールH - 1987年
- ゴカールU - 1985年
- ゴカールE（総合書体） - 1997年（電算写植専用）
- ゴカールH（総合書体） - 1997年（電算写植／OTFフォント）
- ゴカールU（総合書体） - 1997年（電算写植専用）